# 西西伯利亚

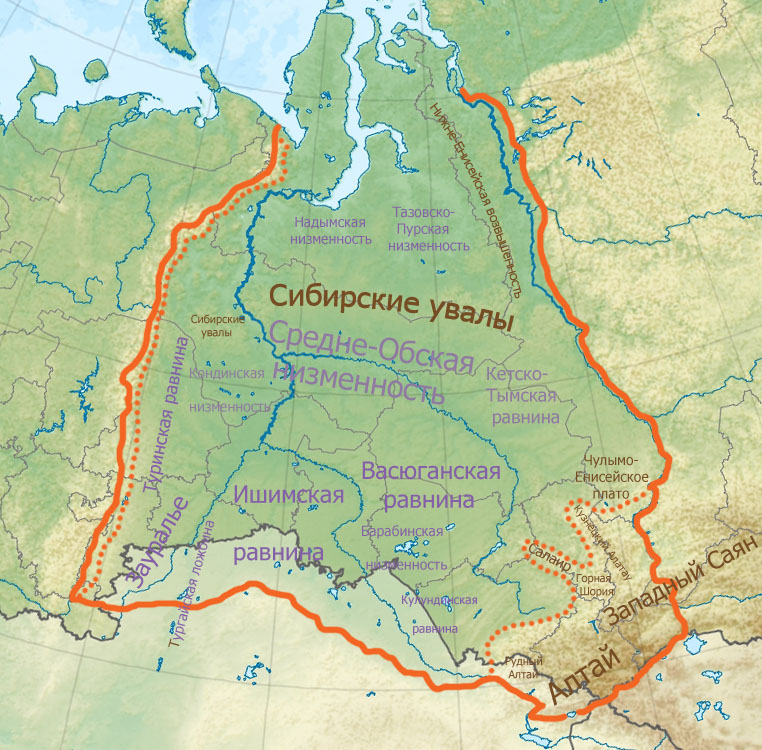
西西伯利亚範圍

西西伯利亚（羅馬化：Zapadnaja Sibir'）位于乌拉尔地区和叶尼塞河之间，是大西伯利亚的一部分。
西西伯利亚地区面积为250万平方公里，近80％均位于该地区的西西伯利亚平原。区域内最大河流是额尔齐斯河和鄂毕河。

## 主要城市
人口最多的西西伯利亚城市是新西伯利亚。其它主要城市包括：
- 鄂木斯克[2]
- 秋明
- 苏尔古特
- 巴尔瑙尔
- 托木斯克
- 克麦罗沃
- 新库兹涅茨克
- 库尔干
- 巴甫洛达尔
- 彼得罗巴甫尔
- 塞米伊[2]
- 厄斯克门[2]